# Кузнецовка (Омская область)
Кузнецовка — деревня в Черлакском районе Омской области России. Входит в состав Татарского сельского поселения. Население 200 чел. (2010) .

## История
В соответствии с Законом Омской области от 30 июля 2004 года № 548-ОЗ «О границах и статусе муниципальных образований Омской области» деревня вошла в состав образованного муниципального образования «Татарское сельское поселение».

## География
Кузнецовка находится на юге-востоке региона, в пределах Курумбельской степи, являющейся частью Чебаклы-Суминской впадины, примерно в 3 км от государственной границы с Казахстаном (Железинский район, Павлодарская область).

## Население
| 2010 |
| ---- |
| 200  |

деревня Кузнецовка
Гендерный состав
По данным Всероссийской переписи населения 2010 года в гендерной структуре населения из 200 человек мужчин — 79, женщин — 121	(39,5 и 60,5 % соответственно)
Национальный состав
Согласно результатам переписи 2002 года, в национальной структуре населения русские составляли 92 % от общей численности населения в 371 чел..

## Инфраструктура
Развитое сельское хозяйство. Личное подсобное хозяйство.

## Транспорт
Автодорога «Народное Береговое — Кузнецовка» (идентификационный номер 52 ОП МЗ Н-574) длиной 18,35 км..
Просёлочные дороги.